# جون يوجين بولاند
جون يوجين بولاند (بالفرنسية: Jean-Eugène Buland)‏ هو رسام فرنسي ولد في باريس في 26 تشرين الأول 1852 وتوفي عام 1926 في شارلي سور مارن.
كان والد جون يوجين بولاند نقاشا. فدخل بولاند المدرسة الوطنية العليا للفنون الجميلة تحت إشراف ألكسندر كابانل، وكانت أعماله في البداية رمزية لمناظر قديمة، لكنه تحول سريعا نحو تصور مشاهد الحياة اليومية.

## الجوائز والتكريمات
حصل على الجائزة الثانية لجائزة روما الكبرى لعامي 1878 و 1879 على التوالي.
شارك في صالون باريس عدة مرات ليحصل على جائزة شرفية عام 1879 ووسام المركز الثالث عام 1884 ثم المركز الثاني عام 1887.
وفي معرض باريس الدولي لعام 1889 حصل على الوسام الفضي. وقد قلد وسام جوقة الشرف عام 1894.
وقد استفاد من العمولات التي حصل عليها من المؤسسات الكبرى مثل متحف لوكسمبورغ والمتاحف الأخرى في المنطقة، ورسم عدة لوحات لصالون العلوم في فندق دي فيل، باريس وزينت لوحاته سقف قاعة المدينة في شاتو تييري.
أما متحف الفنون الجميلة في قرقشونة الذي يحتوي أحد أعماله، فقد كرس فترة 19 تشرين الأول 2007 إلى 19 كانون الثاني 2008 لتخليده.
علما أن أخاه جون أميل بولاند (ولد في 1857 وتوفي في 1938) كان نقاشا وفاز بجائزة روما الكبرى لعام 1880.

## أعماله (باللغة الفرنسية)
- Offrande à la Vierge - 1879
- Offrande à Dieu - 1880
- L'annonciation - 1881
- Les Fiancés - 1881
- Jésus chez Marthe et Marie - 1882

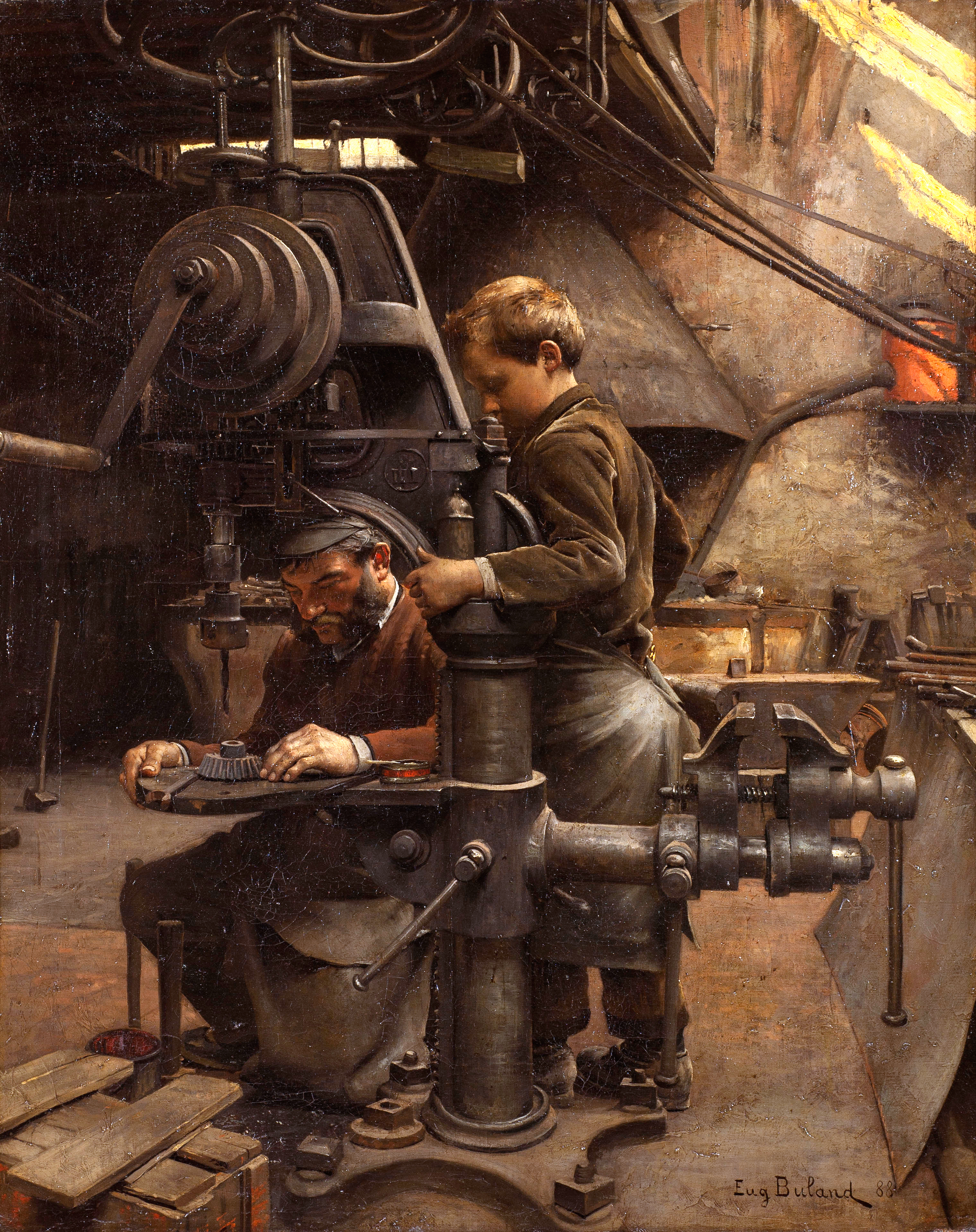
Un Patron, or The Lesson of the Apprentice

- La Visite lendemain de noces - 1884
- L'annonciation - 1885
- The Restitution à la Vierge - 1885
- Mariage Innocent في متحف الفنون الجميلة في قرقشونة
- C'est Celui-là - 1886
- Les Héritiers - 1887 - في متحف بوردو
- Propagande - 1889 - في متحف أورسيه
- Auguste au tombeau d'Alexandre'- في متحف أورسيه
- Déjeuner Des Laveuses - 1900
- Conseil municipal et commission de Pierrelaye organisant la fête - 1891 - فندق فال دواز في مدينة بييرلاي [الإنجليزية]
- Un jour d'audience - 1895 - في متحف تشي مي في تاينان، تايوان
- Bretons en prière - 1989 - في متحف الفنون الجميلة في كامبار
- Le Tripot 1883 - في متحف الفنون الجميلة في كامبار
- Flagrant délit - 1893 - في متحف الفنون الجميلة في كامبار

## معرض صور

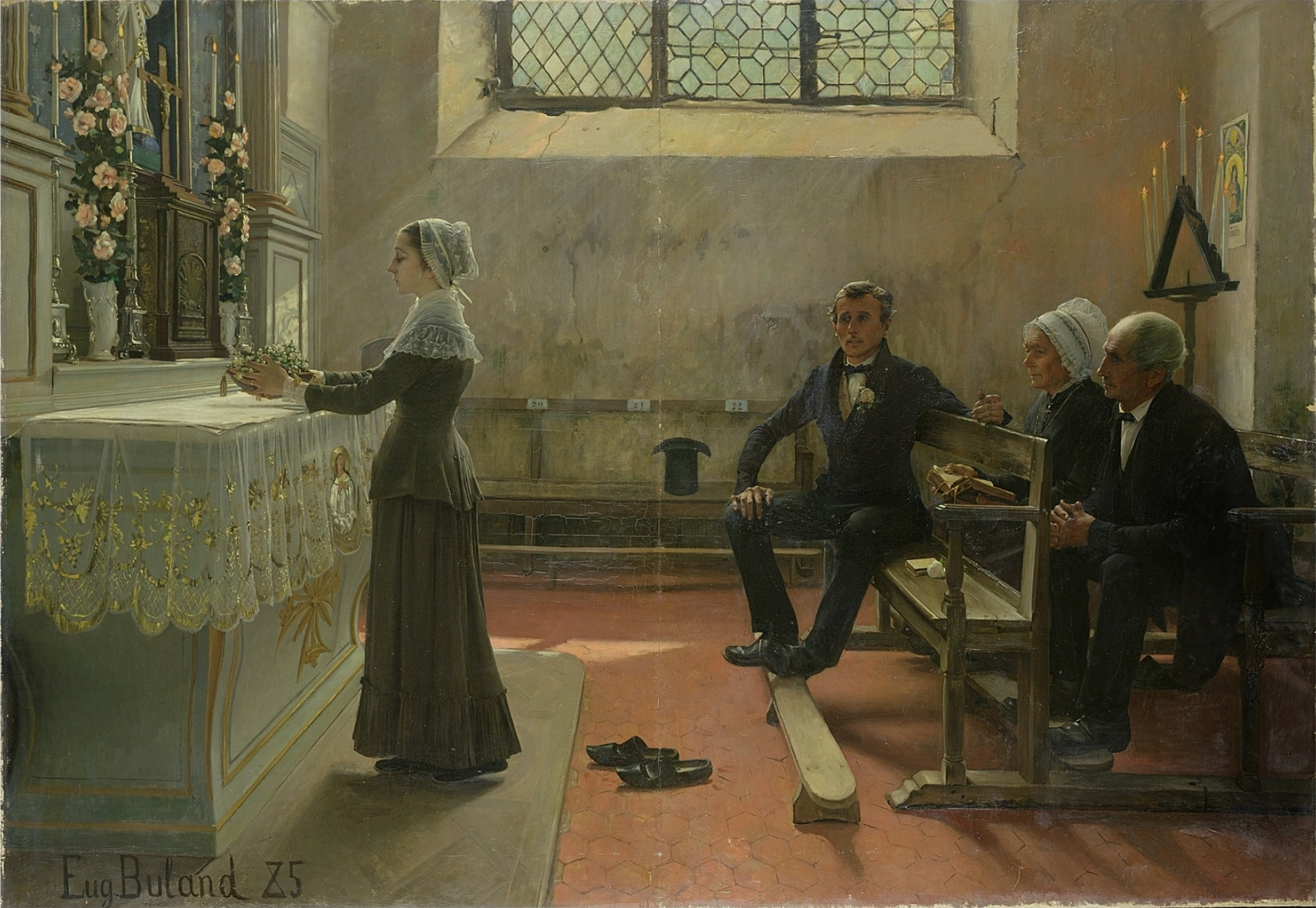
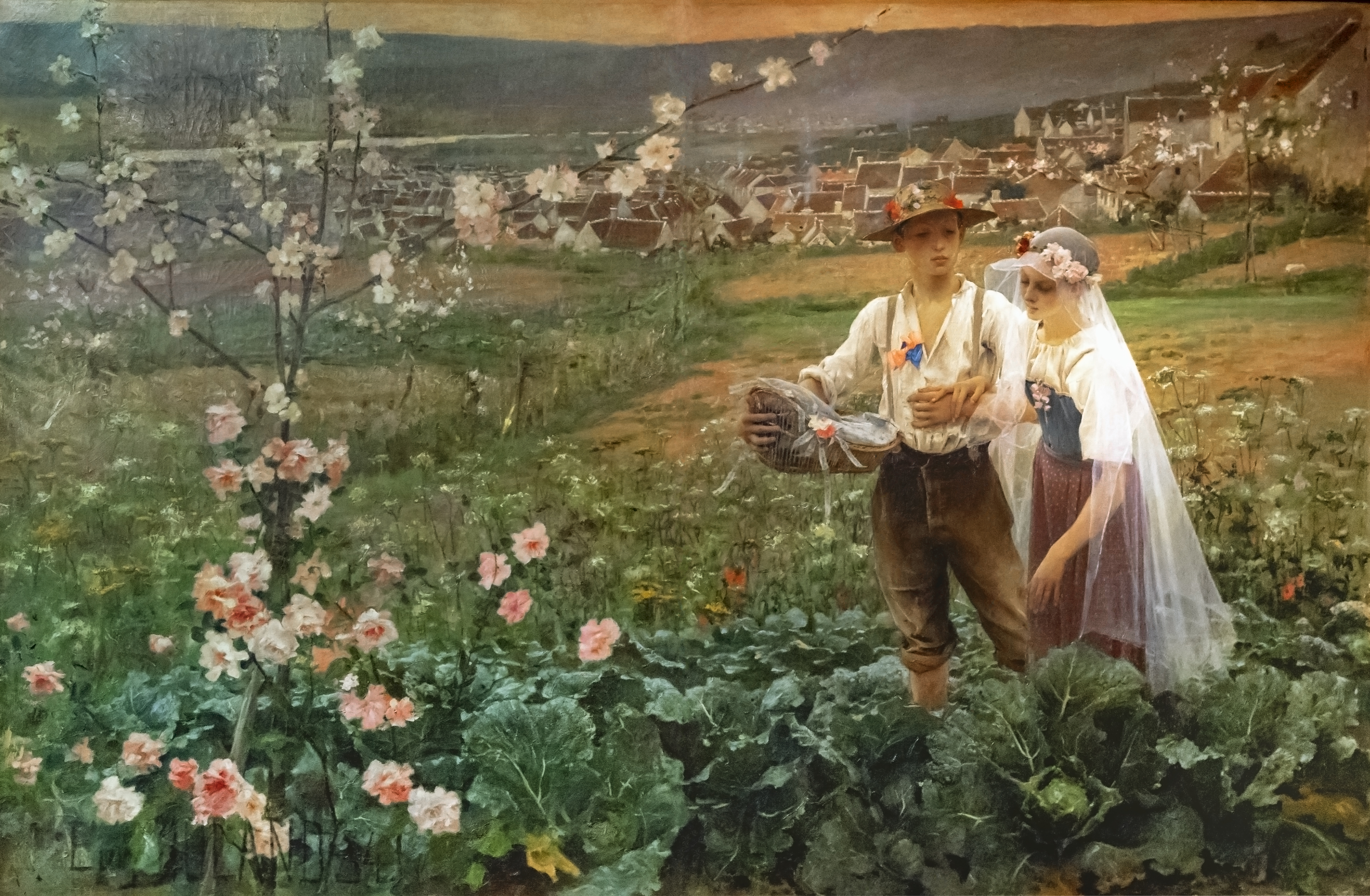
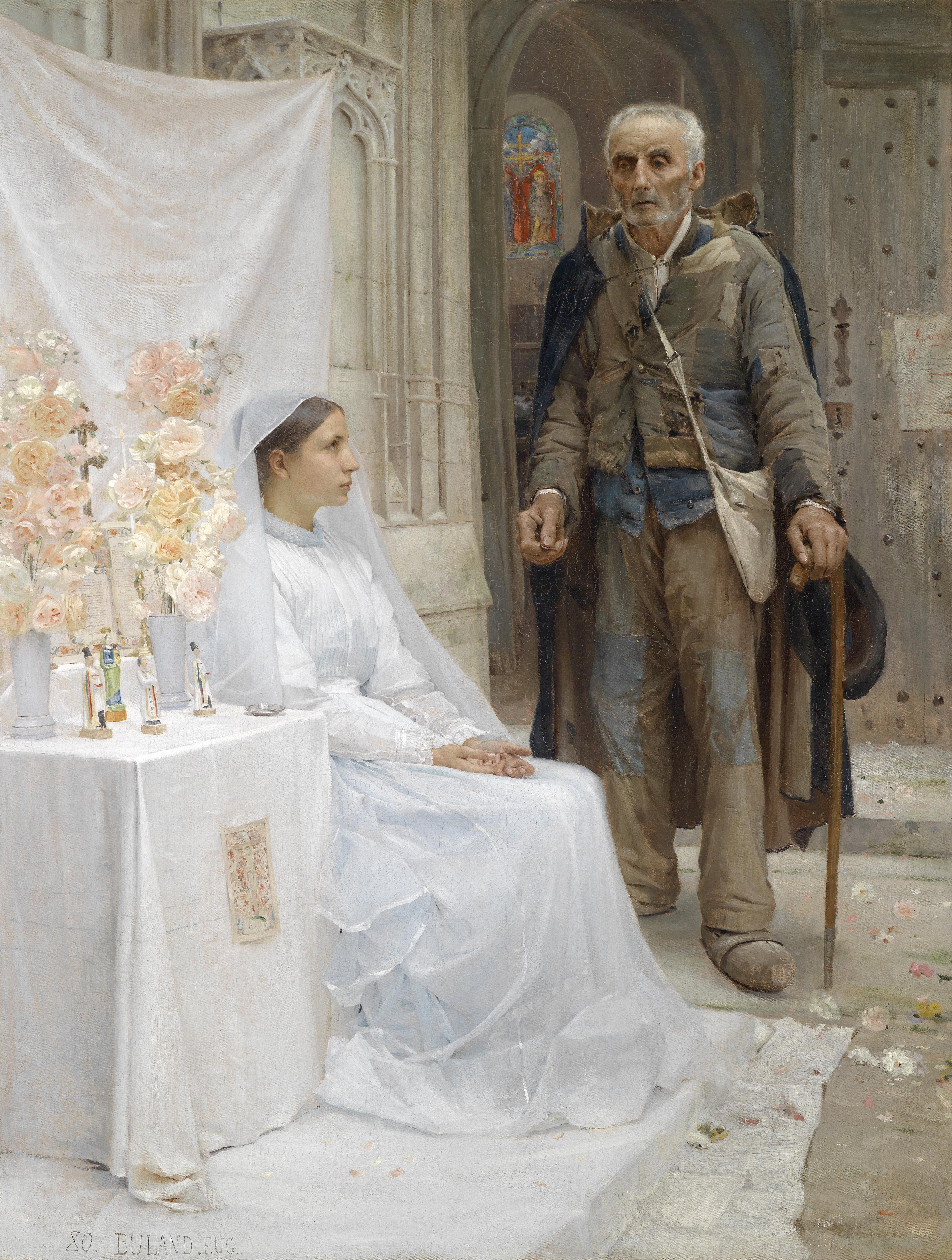